# Haus Lutherrose

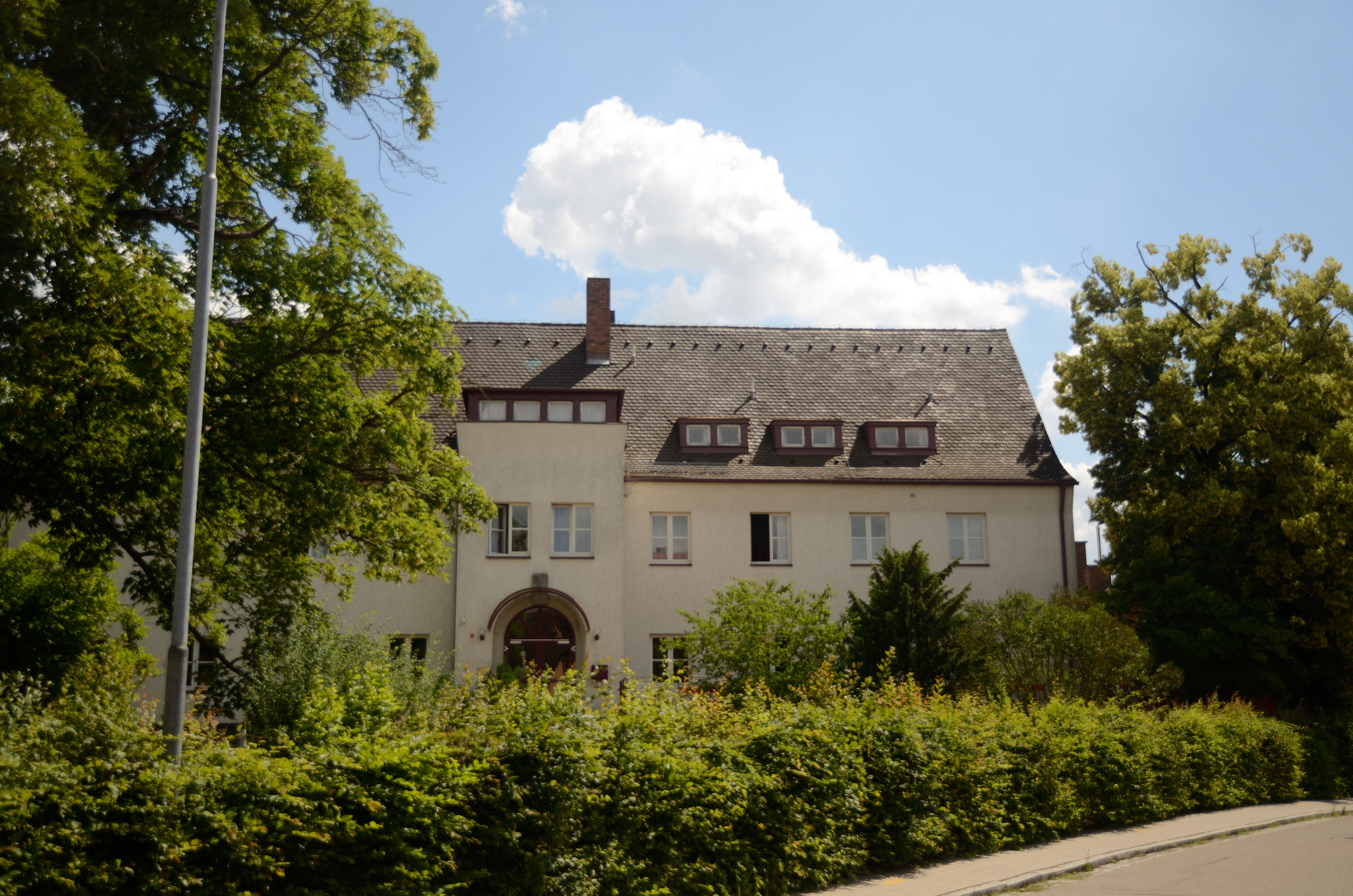
Haus Lutherrose, Westseite mit Hauptportal

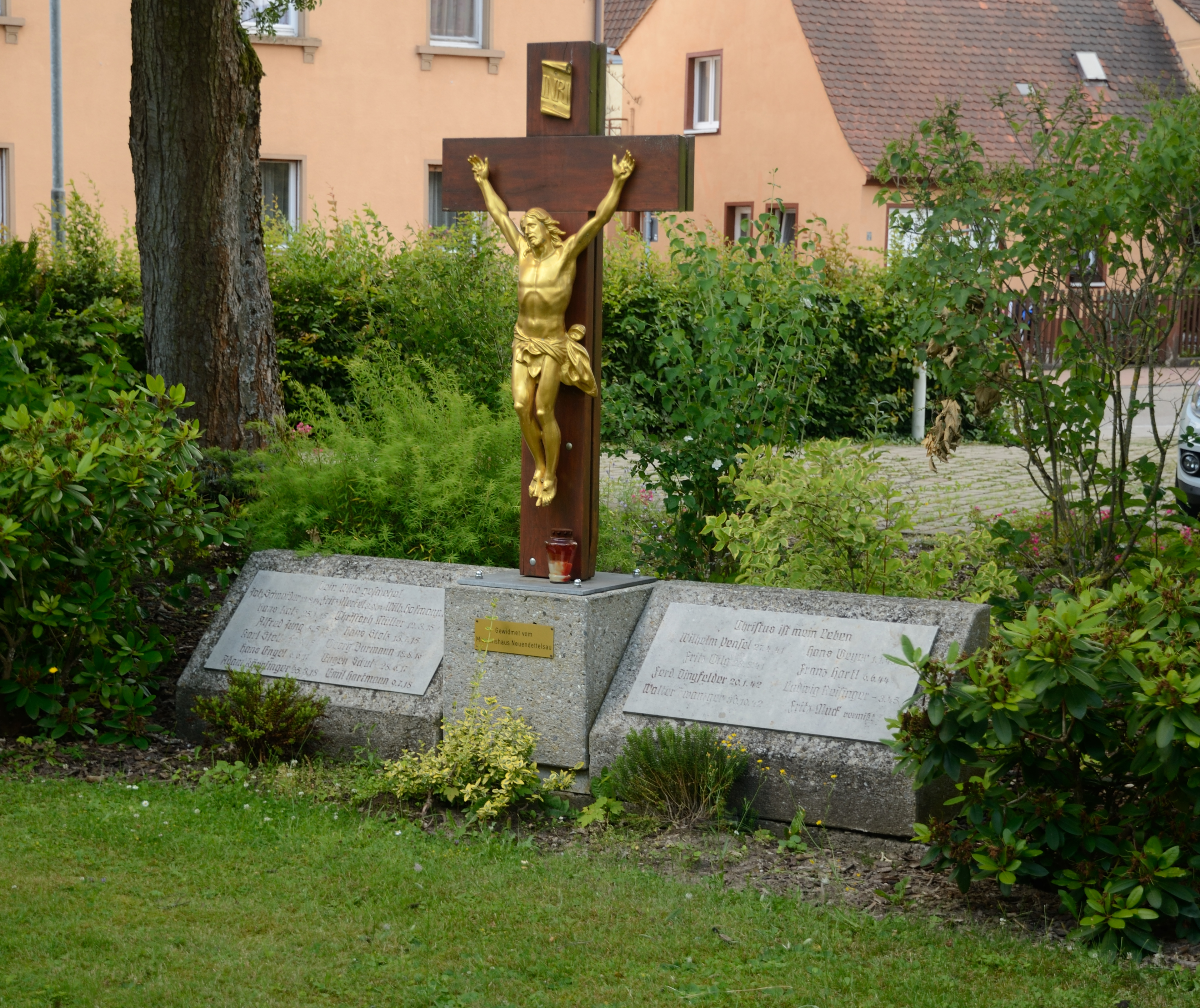
Kriegerdenkmal im Garten

Haus Lutherrose ist ein denkmalgeschütztes Gebäude in Neuendettelsau. Es ist Haus Nr. 5 der Friedrich-Bauer-Straße.

## Geschichtliches
1880 wurde das Grundstück vom Metzger Johann Georg Meyer erworben und auf diesem ein Haus errichtet, das die Nummer 32b erhielt. Im selben Jahr wurde es vom Zimmermannsgesellen Johann Philipp Huber und dessen Frau bezogen. Um 1912 wurde das Anwesen an die Gesellschaft für Innere und Äußere Mission im Sinne der lutherischen Kirche für 11600 Mark verkauft. Diese errichtete 1929/30 auf Betreiben des Volksmissionsbeauftragten Helmut Kern nach den Plänen des Nürnberger Architikten Christian Ruck auf dem Grundstück das Freizeitenheim Haus Lutherrose. Ab Frühjahr 1932 wurden die umgebenden Wiesen als Missionsanstaltsgärtnerei genutzt.
Während des Nationalsozialismus wurde das Gebäude im April 1940 für die Unterbringung von umgesiedelten Wolhyniendeutschen zwangsweise genutzt, die bereits Juni 1940 nach Ansbach weiterzogen. Im August 1940 wurde eine Nachschubkompanie einquartiert, die im Februar 1941 nach Rumänien verlegt wurde. Ab Sommer 1942 bis Kriegsende wurde das Freizeitenheim als Teillazarett mit 48 Betten genutzt. Im Mai 1945 wurde es von den Alliierten noch kurzfristig als Kriegsgefangenenlager genutzt. Ab Oktober 1945 konnte es wieder seinem eigentlichen Zweck überführt werden.

## Baubeschreibung
Das Gebäude ist ein langgezogener zweigeschossiger Satteldachbau mit Mittelrisalit. Es hat jeweils vier Achsen von Stichbogenfenstern südlich und nördlich des Mittelrisalits und jeweils drei Achsen von Walmgauben. Es enthält Stilformen des Spätexpressionismus. Im Nordosten schließt ein moderner Anbau an.